# Zespół klasztorny Karmelitanek Bosych w Poznaniu (Łazarz)

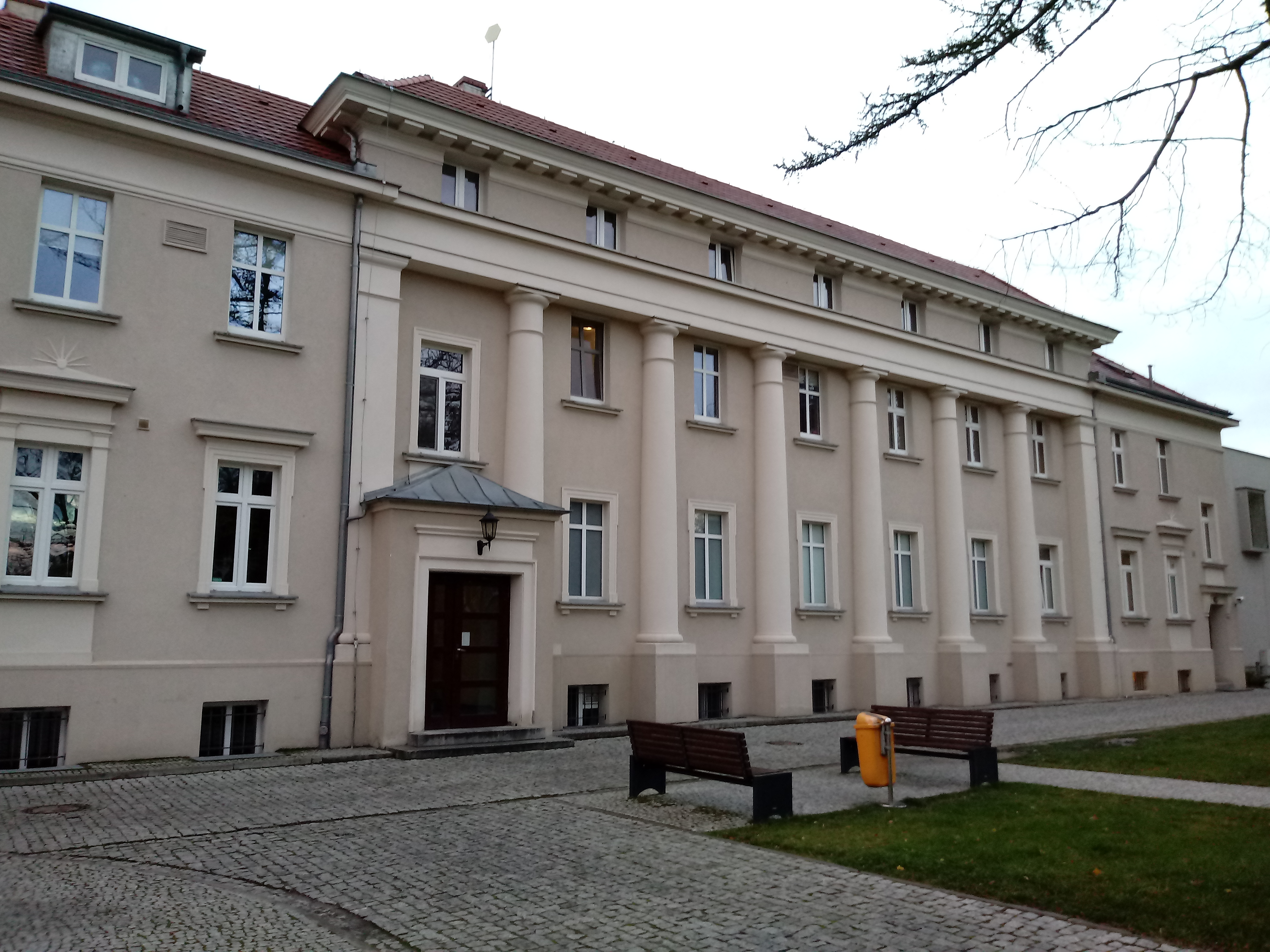
Szpital Świętej Rodziny, widok od strony ogrodu

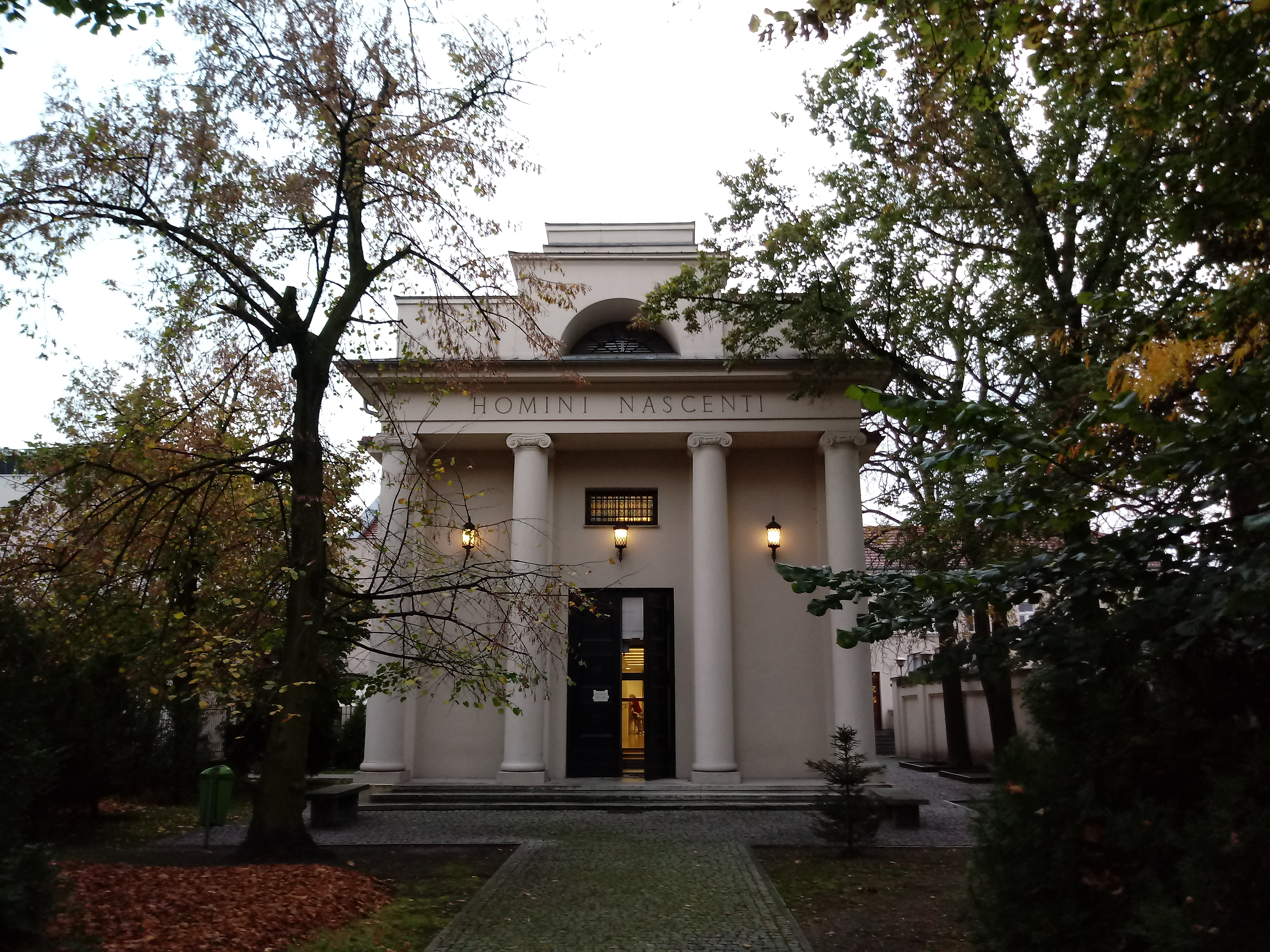
Kaplica w zespole klasztornym Karmelitanek Bosych

Zespół klasztorny Karmelitanek Bosych (obecnie: Szpital Świętej Rodziny) – kaplica i klasztor należące pierwotnie do Karmelitanek Bosych, zlokalizowane w Poznaniu, na Łazarzu, przy ul. Jarochowskiego 18 (klasztor) i Niegolewskich (kaplica).

## Historia i architektura
Karmelitanki Bose sprowadzono po raz trzeci do Poznania w 1920 (wcześniej zostały wysiedlone przez Prusaków i przeniosły się do Krakowa w 1875). Zakupiły tereny od księżnej Marii Ogińskiej (ul. Niegolewskich 23). Klasztor powstał w latach 1925-1929, a projektantem był Aleksander Kapuściński - nauczyciel w Państwowej Szkole Budownictwa w Poznaniu. Nawiązującą do form klasycystycznych, prostokątną kaplicę zaprojektował natomiast Roger Sławski (1929). W kilku pozycjach jako architekta wymienia się również Stefana Cybichowskiego. Gmach klasztorny charakteryzuje się monumentalnością i symetrią rozwiązania. Elewację ogrodową zdobi długi szereg półkolumn w wielkim porządku. Kaplica nawiązuje do tych form - posiada czterokolumnowy portyk z attyką i oknem termalnym. Zakonnice zmuszono do opuszczenia klasztoru w 1940 (decyzja nazistów). W budynkach utworzono szkołę muzyczną. Po II wojnie światowej obiekty przejęło państwo - najpierw funkcjonował tutaj Urząd Bezpieczeństwa (1945-1947, tablica pamiątkowa), a potem szpital położniczy (do dziś). Kaplica służyła jako sala wykładowa Akademii Medycznej.
W pobliżu zlokalizowane są: Kamienica Suwalskich, szkoła przy ul. Jarochowskiego, hala widowiskowo-sportowa Arena i Park Jana Kasprowicza.